# Méson upsilon
Le méson upsilon (noté Υ, d'après la lettre grecque upsilon) est un méson, une particule de la physique des particules. Il est formé d'une paire quark-antiquark bottom-antibottom, aussi appelé bottomonium.
Découvert en 1978 par l'équipe de Leon M. Lederman au Fermilab, il s'agit de la première particule contenant un quark bottom à avoir été observée.